# Campionat Femení de Futbol de Rússia
El Campionat Femení de Futbol de Rússia és la màxima categoria de la lliga femenina de futbol de Rússia. Ocupa el 5è lloc al ranking de lligues femenines de la UEFA.
Actualment la juguen sis equips, i els dos primers es classifiquen per a la Lliga de Campions. Els equips amb més títols son el Energiya Voronezh i el Zvezda Perm amb cinc trofeus, seguits pel FK Rossiyanka i el CSK-VVS Samara amb quatre.

## Històric
| Millors classificats | Millors classificats | Millors classificats | Millors classificats | Millors classificats   | Millors classificats | Millors classificats | Millors classificats | Millors classificats |
| Edició               | 1r                   | 2n                   | 3r                   | 4t                     | 5è                   | 6è                   | 7è                   | 8è                   |
| -------------------- | -------------------- | -------------------- | -------------------- | ---------------------- | -------------------- | -------------------- | -------------------- | -------------------- |
| 1992                 | Interros Moscou      | CSK-VVS Samara       | SKIF Moscou          | Tekstilshik Ramenskoye | FK Sibiryachka       | FK Volzhanka         | Energiya Voronezh    | Spartak Moscou       |
| 1993                 | CSK-VVS Samara       | Rus Moscou           | SKIF Moscou          | FK Sibiryachka         | FK Kaluzhanka        | Energiya Voronezh    | FK Volzhanka         | Avrora St-Petersburg |
| 1994                 | CSK-VVS Samara       | Energiya Voronezh    | FK Kaluzhanka        | SKIF Moscou            | FK Sibiryachka       | Lada Togliatti       | FK Volzhanka         | SiM Moscou           |
| 1995                 | Energiya Voronezh    | CSK-VVS Samara       | FK Sibiryachka       | FK Kaluzhanka          | Lada Togliatti       | SKIF Moscou          | FK Volzhanka         | SiM Moscou           |
| 1996                 | CSK-VVS Samara       | Energiya Voronezh    | Lada Togliatti       | FK Kaluzhanka          | FK Sibiryachka       | FK Kubanochka        | KamAZ N.-Chelny      | Idel Ufa             |
| 1997                 | Energiya Voronezh    | CSK-VVS Samara       | Riazan VDV           | Lada Togliatti         | FK Kaluzhanka        | FK Kubanochka        | KMV Kislovodsk       | Idel Ufa             |
| 1998                 | Energiya Voronezh    | CSK-VVS Samara       | Riazan VDV           | FK Kaluzhanka          | Lada Togliatti       | Idel Ufa             | FK Kubanochka        | FK Chertanovo        |
| 1999                 | Riazan VDV           | Energiya Voronezh    | CSK-VVS Samara       | Lada Togliatti         | FK Chertanovo        | FK Kubanochka        | FK Kaluzhanka        | Diana Moscou         |
| 2000                 | Riazan VDV           | Energiya Voronezh    | CSK-VVS Samara       | FK Kubanochka          | FK Chertanovo        | Lada Togliatti       | FK Volzhanka         | Diana Moscou         |
| 2001                 | CSK-VVS Samara       | Energiya Voronezh    | Riazan VDV           | Lada Togliatti         | FK Kubanochka        | Spartak Moscou       | FK Volzhanka         | FK Chertanovo        |
| 2002                 | Enerigiya Voronezh   | Lada Togliatti       | Riazan VDV           | CSK-VVS Samara         | Nadezhda Noginsk     | Energetik Kislovodsk | Dontex Shakhty       | FK Chertanovo        |
| 2003                 | Energiya Voronezh    | Lada Togliatti       | CSK-VVS Samara       | Lada Togliatti         | Energetik Kislovodsk | Nadezhda Noginsk     | FK Chertanovo        | Annenki Kaluga       |
| 2004                 | Energiya Voronezh    | Lada Togliatti       | FK Rossiyanka        | Nadezhda Noginsk       | CSK-VVS Samara       | FK Chertanovo        | Nika Nizhny Novgorod |                      |
| 2005                 | FK Rossiyanka        | Lada Togliatti       | Nadezhda Noginsk     | Riazan VDV             | Spartak Moscou       | Prialit Reutov       | FK Chertanovo        | Neva St-Petersburg   |
| 2006                 | FK Rossiyanka        | Spartak Moscou       | Nadezhda Noginsk     | Riazan VDV             | Prialit Reutov       | Lada Togliatti       | FK Chertanovo        | FK Chertanovo        |
| 2007                 | Zvezda Perm          | FK Rossiyanka        | Nadezhda Noginsk     | FK Khimki              | CSP Izmailovo        | Riazan VDV           | SKA Rostov           | Avrora St-Petersburg |
| 2008                 | Zvezda Perm          | FK Rossiyanka        | SKA Rostov           | Riazan VDV             | Nadezhda Noginsk     | CSP Izmailovo        | Energiya Voronezh    |                      |
| 2009                 | Zvezda Perm          | FK Rossiyanka        | Energiya Voronezh    | CSP Izmailovo          | Riazan VDV           | Zvezda Zvenigorod    | Lada Togliatti       |                      |
| 2010                 | FK Rossiyanka        | Energiya Voronezh    | Zvezda Perm          | CSP Izmailovo          | Riazan VDV           | Zvezda Zvenigorod    | FK Kubanochka        |                      |
| 11/12                | FK Rossiyanka        | Zorky Krasnogorsk    | Energiya Voronezh    | Zvezda Perm            | CSP Izmailovo        | Riazan VDV           | FK Kubanochka        | FK Mordovochka       |
| 12/13                | Zorky Krasnogorsk    | FK Rossiyanka        | Riazan VDV           | Zvezda Perm            | CSP Izmailovo        | FK Kubanochka        | FK Mordovochka       | FK Donchanka         |
| 2013                 | Riazan VDV           | Zvezda Perm          | Zorky Krasnogorsk    | FK Rossiyanka          | FK Kubanochka        | CSP Izmailovo        | FK Donchanka         | FK Mordovochka       |
| 2014                 | Zvezda Perm          | Zorky Krasnogorsk    | Riazan VDV           | FK Rossiyanka          | FK Kubanochka        | FK Mordovochka       | CSP Izmailovo        |                      |
| 2015                 | Zvezda Perm          | FK Rossiyanka        | Zorky Krasnogorsk    | Riazan VDV             | FK Kubanochka        | FK Chertanovo        |                      |                      |
| Màximes golejadores  |                      |                      |                      |                        |                      |                      |                      |                      |
| 2003                 | Barbashina (21)      | Letyushova (15)      | Savina (12)          | Kononova (10)          | Danilova (7)         | Verezubova (7)       | Sayenko (6)          | Zinchenko (6)        |
| 2004                 | Letyushova (18)      | Barbashina (16)      | Kremleva (12)        | Zinchenko (11)         | Shlyapina (10)       | Savina (10)          | 4 jugadores (5)      | 4 jugadores (5)      |
| 2005                 | Letyushova (27)      | Kurochkina (15)      | Barbashina (14)      | Frishko (14)           | Kremleva (14)        | 4 jugadores (12)     | 4 jugadores (12)     | 4 jugadores (12)     |
| 2006                 | Letyushova (34)      | Kurochkina (17)      | Shlyapina (14)       | Danilova (13)          | Apanaschenko (12)    | Chukisova (12)       | Barbashina (11)      | Makarenko (11)       |
| 2007                 | Letyushova (19)      | Kremleva (17)        | Barbashina 15)       | Slonova (14)           | Kurochkina (12)      | Apanaschenko (10)    | Shlyapina (10)       | 2 jugadores (9)      |
| 2008                 | Ogbiagbevha (16)     | Letyushova (15)      | Apanaschenko (13)    | Barbashina (12)        | Shlyapina (10)       | Zinchenko (10)       | Kurochkina (8)       | Petrova (8)          |
| 2009                 | Apanaschenko (12)    | Kurochkina (12)      | Letyushova (8)       | Bosikova (7)           | Ogbiagbevha (6)      | Zangieva (5)         | Zinchenko (5)        | 3 jugadores (4)      |
| 2010                 | Ogbiagbevha (23)     | Kurochkina (16)      | Danilova (15)        | Skotnikova (13)        | Morozova (12)        | Shlyapina (11)       | Pekur (10)           | 3 jugadores (9)      |
| 11/12                | Ogbiagbevha (15)     | Kurochkina (13)      | Leyva (13)           | Morozova (12)          | Petrova (12)         | Shlyapina (12)       | Danilova (11)        | Sochneva (11)        |
| 12/13                | Kurochkina (16)      | Danilova (15)        | Conti (12)           | Morozova (10)          | Ruiz (8)             | Shlyapina (8)        | 4 jugadores (7)      | 4 jugadores (7)      |
| 2013                 | Danilova (17)        | Slonova (9)          | Apanaschenko (8)     | Korovkina (8)          | Morozova (7)         | Romanenko (7)        | Boichenko (6)        | Pantyukhina (6)      |
| 2014                 | Apanaschenko (8)     | Boichenko (7)        | Ruiz (6)             | Korovkina (6)          | Nahi (5)             | Sochneva (4)         | 7 jugadores (4)      | 7 jugadores (4)      |
| 2015                 | Apanaschenko (13)    | Boichenko (9)        | Danilova (7)         | Onguene (6)            | Tsybutovich (6)      | Kurochkina (5)       | N'Rehy (5)           | Pantyukhina (5)      |